# BTEX
BTEX はベンゼン (benzene)・トルエン (toluene)・エチルベンゼン (ethylbenzene)・キシレン (xylene) の頭文字を表し、主に石油業界や土壌汚染関連で使用される略語である。
これら化合物は、揮発性有機化合物の一種であり、ガソリンに含まれている。一般に、ガソリン中ではトルエンの濃度が最も高く、次いで、キシレン、エチルベンゼン、ベンゼンの順である。
トルエン、エチルベンゼン、キシレンの各化合物は中枢神経系への影響が指摘されている。
また、BTEXは難水溶性の液体であるため、非水溶性液体 (NAPL) に分類されている。
ガソリンスタンド跡地などにおける土壌や地下水の油汚染でもBTEXはもっぱら分析対象とされている。
しかし、土壌汚染対策法に基づく分析項目に含まれるのはベンゼンのみであり、トルエン、エチルベンゼン、キシレンは含まれていない。ただし、石油業界では各社独自の基準を設けている。